# Eduard Lang (Schausteller)
Eduard „Edi“ Lang (* 25. Juni 1912 in Wien, Österreich-Ungarn; † 5. November 1995 im Wiener Prater) war ein österreichischer Schausteller und Unternehmer.

## Leben und Wirken
Eduard Lang kam am 25. Juni 1912 als jüngstes Kind von Oskar Lang und seiner Ehefrau Rosa (geborene Tauber) zur Welt. Seine drei älteren Geschwister waren Wilhelm (1904–1967), Albert (1907–1970) und Anna (1910–1966). Mit seiner Familie lebte Lang im 2. Wiener Gemeindebezirk Leopoldstadt, in unmittelbarer Nähe zum Wiener Prater. Bereits während seiner Kindheit verbrachte Lang dort viel Zeit und nahm in seiner Jugend (ab 1926) erste Arbeiten als Schaustellergehilfe an. Parallel dazu absolvierte er nach seinem Pflichtschulabschluss an der Volks- und Bürgerschule, die er von 1918 bis 1926 besuchte, eine Lehre zum Gold- und Silberschmied. Im Prater war er anfänglich am Wochenende als Gehilfe bei Familie Eigner bei der Adresse Prater 64 (heute 47) tätig. Nachdem er seine Lehre 1930 erfolgreich abgeschlossen hatte, war Lang mehrere Jahre als Juwelier tätig. Als er seine Meisterprüfung abgelegt hatte, war er bereits Ehemann und Vater einer Tochter (Erika; * 1934). Als Unternehmer führte er in weiterer Folge drei Juweliergeschäfte. Die Ehe mit Margaret, der Mutter seiner Tochter, zerbrach jedoch im Laufe des Zweiten Weltkrieges. Während dieser Zeit versah Lang auch seinen Kriegsdienst und war mitunter in Kriegsgefangenschaft.
Wenig später heiratete er Margarete, mit der er die Kinder Eva (* 1944), Eduard junior (1945–1995) und Gertrude (* 1947) hatte. Zu Beginn der 1950er Jahre kehrte Eduard Lang zurück in den Prater, in dem er Prater 55g (heute Standort der Attraktion Jack the Ripper) von Ernst und Nikolai Kobelkoff, einer aus dem Russischen Kaiserreich stammenden und seit Jahrzehnten in Wien angesiedelten Familie, kaufte. Im Jahre 1959 wurde die Ehe zwischen Eduard und Margarete Lang geschieden, woraufhin sich Lang in die 15 Jahre jüngere Liselotte Gruber (geborene Schaaf; * 1927), eine Nachfahrin der Familie Kobelkoff, verliebte. Diese brachte aus ihrer ersten Ehe mit Josef Gruber die Kinder Elisabeth (* 1951) und Renate (* 1953) mit in die Beziehung. Drei Jahre späterer heiratete das Paar und bekam die beiden Kinder Silvia (* 1962) und Karl (* 1963). Bereits 1960 war Lang erstmals im Vorstand des Praters. Im Laufe der Jahre kam das Ehepaar, das seit ihrer Kindheit eng mit dem Wiener Prater verbunden ist, durch Harte Arbeit und viele Entbehrungen zu einer Reihe weiterer Betriebe am Wiener Prater. Im Jahre 1983 verfügte die Familie bereits über acht verschiedene Betriebe. Einer dieser Betriebe war Prater Hütte 81 (später 64, heute 47), in dem Lang einst in seiner Jugend als Schaustellergehilfe begonnen und den im Jahre 1987 die Tochter Silvia übernommen hatte und die älteste Spielhalle des Praters als Daytona Beach weiterführte. Zum Zeitpunkt seines Todes war er im Besitz von elf Geschäften im Wiener Prater.
Bereits in den 1960er Jahren wurde Lang zum stellvertretenden Obmann des Verbandes der Praterunternehmer ernannt und stieg im Jahre 1980 zu dessen Obmann auf. In dieser ehrenamtlichen Funktion blieb er bis kurz vor seinem Ableben im Jahre 1995 tätig. Seinen letzten Tag verbrachte Lang mit dem Einwintern der Betriebe. Gegen 15:30 Uhr am 5. November 1995 setzte er sich im Büro an seinen Schreibtisch, um Musik zu hören und sich etwas auszuruhen, ehe ihn 83-jährig der Sekundentod ereilte. Helmut Zilk, mittlerweile Altbürgermeister von Wien und ein Freund Langs, hielt die Grabrede für den letzten „König des Wiener Praters“.
Weitere Tätigkeiten, die Lang im Laufe seines Lebens ausübte, waren Arbeitsgerichtsbeisitzer (1971–1981), Vorsteherstellvertreter und Ausschussmitglied der Fachgruppe „Allgemeine“ (1974–1980), Vorsteherstellvertreter der Fachgruppe „Vergnügungsbetriebe“ (1974–1990), Ausschussmitglied des Fachverbands „Allgemeine“ (1975–1980) oder Ausschussmitglied des Fachverbands „Vergnügungsbetriebe“ (1979–1990). Des Weiteren war der Kommerzialrat von 1980 bis 1990 Kammerrat der Sektion Fremdenverkehr der Kammer der gewerblichen Wirtschaft für Wien (Wirtschaftskammer Wien).
Seine Frau Liselotte blieb auch nach seinem Ableben weiter in den Betrieben ihres Mannes beschäftigt und war bis 2016 zumeist bei der Wiener Rutsche, einer der Attraktionen der Familie Lang, anzutreffen. Seitdem verbringt sie ihren Lebensabend in gewohnter Umgebung im Wiener Prater.

## Ehrungen
Zeitlebens wurde Eduard Lang mehrfach geehrt und ausgezeichnet. Im Jahre 1978 erhielt er die Große Silberne Ehrenmedaille der Handelskammer; 1983 wurde ihm der Berufstitel Kommerzialrat sowie der Silberne Rathausmann verliehen. Ein Jahr darauf bekam er den Goldenen Rathausmann vom aus dem Amt scheidenden Bürgermeister Helmut Zilk überreicht. 1985 wurde ihm die Julius Raab-Ehrenmedaille der Landesgruppe Wien des Wirtschaftsbunds zu teil; ebenfalls 1985 erhielt er die Goldene Ehrenmedaille des Wiener Schaustellerverbandes. Im Jahr seines 80. Geburtstags wurde Lang mit dem Goldenes Verdienstzeichen des Landes Wien ausgezeichnet. Nach einem Beschluss des Gemeinderatsausschusses für Kultur am 16. Mai 1997 wurde ein durch den Prater verlaufender Weg mit dem banalen Namen Weg 18 zu Ehren des eineinhalb Jahre zuvor verstorbenen Langs zu dessen Ehren Eduard-Lang-Weg benannt. Der Weg wurde am 9. Juli 1997 feierlich eingeweiht.